# Sveta Helena
Sveta Helena, poznata i kao Jelena Križarica, pravim imenom Flavija Julija Helena Augusta (lat. Flavia Iulia Helena Augusta; oko 248. – Konstantinopol, 18. kolovoza, 329.), žena cara Konstancija Klora i majka cara Konstantina Velikog. Kršćanska je svetica i spomendan joj se obilježava 18. kolovoza.

## Životopis
Rođena je 248., ali se ne zna točno mjesto rođenja. Kao mlada udala se za tribuna Konstancija I. Klora. Dok je putovala Rimskim Carstvom rodila je sina Konstantina. Kada je Konstancije dobio naslov cezara, morao se po zakonu odreći žene pučanke. Tako se on godine 289. odrekao supruge Helene, majke cara Konstantina Velikog i oženio se Teodorom, kćerkom rimskog cara Maksimijana. 
Nakon smrti Konstancija Klora 306. godine na njegovo mjesto dolazi sin Konstantin. Na dvoru je Helena proglašena caricom te je kovan novac s njezinim likom. Milanskim ediktom Konstantin I. Veliki službeno okončava vjerske progone u Rimskom Carstvu. Helena je 326. godine pronašla Isusov križ. Prema predaji, tri neizlječiva bolesnika dala je položiti na tri pronađena križa. Onaj na kojem su ozdravili bio je Isusov križ. Za uspomenu na taj događaj podigla je bazilike na Isusovom grobu i na mjestu pronalaska Kristova Križa. Helena je umrla 18. kolovoza, 329. u Konstantinopolu.

## Štovanje
U kršćanskoj je predaji osobito čašćena kao zaštitnica kršćana. Nakon Milanskog edikta osobito se zauzimala za obilježavanje mjesta povezanih s kršćanskom vjerom u Svetoj Zemlji. Njezinim nastojanjem izgrađene su Bazilika Svetoga groba u Jeruzalemu, Bazilika Rođenja Isusova u Betlehemu i Bazilika Eleona na Maslinskoj gori. U hrvatskom narodu često se naziva i Jelena Križarica, jer je po predaji sudjelovala u nalasku drveta križa na kojem je Isus umro. 
Po njoj su nazvani otok u Atlantiku, vulkan Mount Saint Helens te niz gradova i mjesta.

## Vanjske poveznice
- Rimski novac s Heleninim likom (engl.)

### Sestrinski projekti
|  | Zajednički poslužitelj ima stranicu o temi Sveta Helena    |
|  | Zajednički poslužitelj ima još gradiva o temi Sveta Helena |